# Estación Kilómetro 173
Kilómetro 173 es una estación de ferrocarril ubicada en el Departamento Monte Caseros de la Provincia de Corrientes, Argentina. También es conocida como Kilómetro 9 ya que se encuentra a dicha distancia de la estación Monte Caseros, en este punto la vía única prodendente de Monte Caseros se bifurca en dos ramales el primero hacia Paso de los Libres culminando en Posadas y el segundo hacia Curuzù Cuatiá finalizando en la ciudad de Corrientes.

## Servicios
Era una estación intermedia del servicio del "Gran Capitán" que recorría hasta 2011 desde la Estación Federico Lacroze en Buenos Aires, hasta Posadas, provincia de Misiones. Hoy en día sólo circulan formaciones de carga por parte de la empresa estatal Trenes Argentinos Cargas.